# I dag röd (TV-serie)

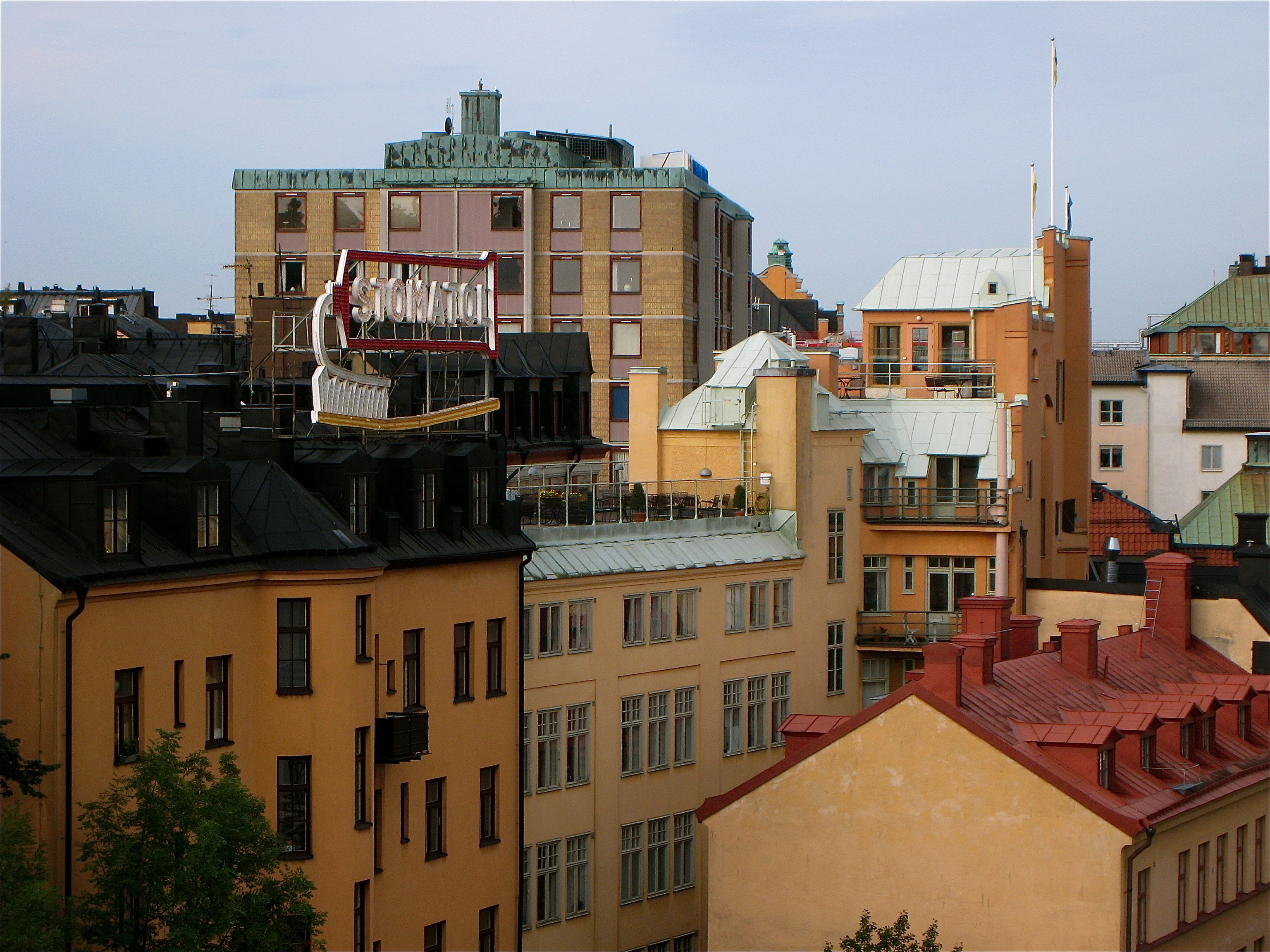
Stomatolskylten och taken omkring där seriens nyckelscener utspelar sig.

I dag röd  är en svensk dramaserie med bland andra Stig Grybe och Örjan Ramberg som hade premiär i Sveriges Television 12 oktober 1987. I dag röd är den första av tre filmatiseringar i Trenter-serien, i vilken även ingår Lysande landning och Träff i helfigur.

## Om TV-serien
Förlaga är Stieg Trenters roman I dag röd... som kom ut 1945.
Kuriosa är att den berömda Stomatolskylten i Stockholm renoverades just för denna film. Skylten fungerade inte, men eftersom den hade en så betydande del i handlingen, reparerades den.

## Rollista
- Örjan Ramberg - Harry Friberg
- Stig Grybe -  Vesper Johnson
- Carl Billquist - Leo Lessler
- Heinz Hopf - Nils Lessler
- Marika Lindström - Mary Lessler
- Lotta Ramel - Helen Lessler
- Lennart Tollén - Sven Lessler
- Marianne Stjernqvist - Clara Denér född Lessler
- Märta Dorff - Hilda Tapper
- Mikael Rundquist - Gillbert Lessler
- Hans Bendrik - Clason
- Susanne Barklund - Lena
- Alexander Skarsgård - pojken Fred
- Stig Ossian Ericson - redaktör Andersson
- Claes Månsson - portier
- Sten Lonnert - fiskare i roddbåt
- Carl Bernström - sjökapten Larsson
- Marie Delleskog - blomsterförsäljare
- Jonas Cornell - obducent
- Göthe Grefbo - taxichaufför
- Claes Ljungmark - herr Kallvik
- Birger Malmsten - slipsförsäljare
- Leif Zern - Dr Gerhard
- Anders Alnemark - fotograf
- Helena Cronholm - servitris
- Charlie Elvegård - kriminaltekniker
- Lisa Engholm
- Sture Hovstadius - man vid bro
- Dan Håfström - piccolo
- Sara Key - fröken Kallenberg
- Stephan Lauer - polischaufför
- Henry Ottenby - kriminaltekniker
- Ole Ränge - kriminalpolis
- Eva Stenson - fru Kallvik
- Per Svensson
- Måns Westfelt - kypare
- Lars Väringer - kriminalpolis
- Ulf von Zweigbergk - städare

## DVD
Serien gavs ut på DVD 2006 och 2011 (båda Pan Vision).